# 1987年英國大選
1987年6月11日舉行的英國大選，選出650名英國下議院議員。這次選舉是由保守黨的柴契爾夫人贏得連續三次大選勝利，是自1820年羅伯特·詹金遜，第二代利物浦伯爵以來連續第三次選舉的勝利，柴契爾夫人亦成為英國20世紀在位最久的首相。
保守黨在競選中側重於降低稅率，一個強大的經濟和國防政策。當時失業率已降至1981年以來的首次低於3萬，而通脹率在4％左右，站在大約20年的最低水平。小報媒體也有大力支持保守黨，特別是英國太陽報，一直發表反工黨的文章。
由金諾克領導的工黨，慢慢走向更中間派的政策平台。工黨這次只為了重新建立自己作為中間偏左的主要進步路線。而社會民主黨和自由黨之間聯盟合作領導人大衛·歐文和戴維·斯蒂爾在是否支持懸峙國會的意見上出現分歧。
這次保守黨政府減少21個席位，取得376席，但繼續蟬聯多數黨地位。社民-自由聯盟並在蘇格蘭，威爾士和英格蘭北部增加不少選票。工黨只取得229席，三連敗。社民-自由聯盟取得22席，前社民黨領袖羅伊·詹金斯失去他的議席。這導致了雙方最終合併成為完全的英國自由民主黨。在北愛爾蘭，主要工會各方保持他們的聯盟，反對盎格魯-愛爾蘭協議，然而Ulster工會會員失去了兩個席位，兩席原屬社會民主黨和工黨。

## 外部連結
- The Next Moves Forward – 1987 Conservative manifesto.
- Britain will win with Labour – 1987 Labour Party manifesto.
- Britain United: The Time Has Come – 1987 SDP–Liberal Alliance manifesto.